# Axonolaimus paraponticus
Axonolaimus paraponticus är en rundmaskart som beskrevs av Stephen Donald Hopper 1963. Axonolaimus paraponticus ingår i släktet Axonolaimus och familjen Axonolaimidae. Inga underarter finns listade i Catalogue of Life.